# Srebrny Niedźwiedź – Nagroda Grand Prix Jury
Srebrny Niedźwiedź – Nagroda Grand Prix Jury (niem. Silberner Bär/Großer Preis der Jury) – nagroda przyznawana corocznie na Międzynarodowym Festiwalu Filmowym w Berlinie jednemu z filmów fabularnych w konkursie głównym. Statuetkę Srebrnego Niedźwiedzia otrzymuje reżyser zwycięskiego filmu. 
Nagroda po raz pierwszy została przyznana w 1965 i jest uważana za drugą najbardziej prestiżową nagrodę na festiwalu. Początkowo nosiła nazwę Nagroda Specjalna Jury. W 2000 na pięćdziesięciolecie Berlinale nazwa została zmieniona na Grand Prix Jury. Jej odpowiednikiem jest Wielka Nagroda Jury przyznawana na MFF w Wenecji oraz Grand Prix na MFF w Cannes.
Dwukrotnie nagrodę zdobywały filmy Bośniaka Danisa Tanovicia (2013, 2016) i Koreańczyka Honga Sang-soo (2022, 2024). Nagrodę otrzymało dotychczas troje polskich reżyserów: Roman Polański za  Wstręt (1965), Wojciech Marczewski za Dreszcze (1982) i Małgorzata Szumowska za  Twarz (2018).

## Laureaci
| Rok       | Film                                                               | Reżyseria                                | Kraj pochodzenia       |                        |
| --------- | ------------------------------------------------------------------ | ---------------------------------------- | ---------------------- | ---------------------- |
| 2025      | Błękitny szlak (O Último Azul)                                     | Gabriel Mascaro                          | Brazylia               |                        |
| 2024      | Potrzeba podróży (여행자의 필요 / Yeohaengjaui pilyo)              | Hong Sang-soo                            | Korea Południowa       |                        |
| 2023      | Czerwone niebo (Roter Himmel)                                      | Christian Petzold                        | Niemcy                 |                        |
| 2022      | Film powieściowy (소설가의 영화 / Soseolgaui Yeonghwa)             | Hong Sang-soo                            | Korea Południowa       |                        |
| 2021      | W pętli ryzyka i fantazji (偶然と想像 / Gūzen to sōzō)             | Ryūsuke Hamaguchi                        | Japonia                |                        |
| 2020      | Nigdy, rzadko, czasami, zawsze (Never Rarely Sometimes Always)     | Eliza Hittman                            | Stany Zjednoczone      |                        |
| 2019      | Dzięki Bogu (Grâce à Dieu)                                         | François Ozon                            | Francja                |                        |
| 2018      | Twarz                                                              | Małgorzata Szumowska                     | Polska                 |                        |
| 2017      | Félicité                                                           | Alain Gomis                              | Senegal                |                        |
| 2016      | Śmierć w Sarajewie (Smrt u Sarajevu)                               | Danis Tanović                            | Bośnia i Hercegowina   |                        |
| 2015      | El Club                                                            | Pablo Larraín                            | Chile                  |                        |
| 2014      | Grand Budapest Hotel (The Grand Budapest Hotel)                    | Wes Anderson                             | Stany Zjednoczone      |                        |
| 2013      | Senada (Epizoda u životu berača željeza)                           | Danis Tanović                            | Bośnia i Hercegowina   |                        |
| 2012      | To tylko wiatr (Csak a szél)                                       | Benedek Fliegauf                         | Węgry                  |                        |
| 2011      | Koń turyński (A torinói ló)                                        | Béla Tarr                                | Węgry                  |                        |
| 2010      | Jak chcę gwizdać, to gwiżdżę (Eu când vreau să fluier, fluier)     | Florin Șerban                            | Rumunia                |                        |
| 2009      | Wszyscy inni (Alle Anderen)                                        | Maren Ade                                | Niemcy                 |                        |
| 2009      | Gigante                                                            | Adrián Biniez                            | Urugwaj                |                        |
| 2008      | Zwykła procedura operacyjna (Standard Operating Procedure)         | Errol Morris                             | Stany Zjednoczone      |                        |
| 2007      | Inny (El otro)                                                     | Ariel Rotter                             | Argentyna              |                        |
| 2006      | Na spalonym (آفساید / Offside)                                     | Dżafar Panahi                            | Iran                   |                        |
| 2006      | Telenowela (En soap)                                               | Pernille Fischer Christensen             | Dania                  |                        |
| 2005      | Paw (孔雀 / Kong que)                                              | Gu Changwei                              | Chiny                  |                        |
| 2004      | Paszport do raju (El abrazo partido)                               | Daniel Burman                            | Argentyna              |                        |
| 2003      | Adaptacja (Adaptation)                                             | Spike Jonze                              | Stany Zjednoczone      |                        |
| 2002      | Na półpiętrze (Halbe Treppe)                                       | Andreas Dresen                           | Niemcy                 |                        |
| 2001      | Rower z Pekinu (十七岁的单车 / Shiqi sui de danche)                | Wang Xiaoshuai                           | Chiny                  |                        |
| 2000      | Droga do domu (我的父亲母亲 / Wo de fu qin mu qin)                 | Zhang Yimou                              | Chiny                  |                        |
| 1999      | Mifune (Mifunes sidste sang)                                       | Søren Kragh-Jacobsen                     | Dania                  |                        |
| 1998      | Fakty i akty (Wag the Dog)                                         | Barry Levinson                           | Stany Zjednoczone      |                        |
| 1997      | Rzeka (河流 / He liu)                                              | Tsai Ming-liang                          | Tajwan                 |                        |
| 1996      | Życie jest piękne (Lust och fägring stor)                          | Bo Widerberg                             | Szwecja                |                        |
| 1995      | Dym (Smoke)                                                        | Wayne Wang                               | Stany Zjednoczone      |                        |
| 1994      | Truskawki i czekolada (Fresa y chocolate)                          | Tomás Gutiérrez Alea i Juan Carlos Tabío | Kuba                   |                        |
| 1993      | Arizona Dream                                                      | Emir Kusturica                           | Stany Zjednoczone      |                        |
| 1992      | Kochana Emmo, droga Böbe (Édes Emma, drága Böbe – vázlatok, aktok) | István Szabó                             | Węgry                  |                        |
| 1991      | Wyrok (La condanna)                                                | Marco Bellocchio                         | Włochy                 |                        |
| 1991      | Szatan (Сатана / Satana)                                           | Wiktor Aristow                           | ZSRR                   |                        |
| 1990      | Syndrom asteniczny (Астенический синдром / Astieniczeskij sindrom) | Kira Muratowa                            | ZSRR                   |                        |
| 1989      | Wieczorny dzwon (晚钟 / Wan zhong)                                 | Wu Ziniu                                 | Chiny                  |                        |
| 1988      | Komisarz (Комиссар / Komissar)                                     | Aleksandr Askoldow                       | ZSRR                   |                        |
| 1987      | Morze i trucizna (海と毒薬 / Umi to dokuyaku)                      | Kei Kumai                                | Japonia                |                        |
| 1986      | Idźcie, ofiara spełniona (La messa è finita)                       | Nanni Moretti                            | Włochy                 |                        |
| 1985      | Płatki, kwiaty, wieńce (Szirmok, virágok, koszorúk)                | László Lugossy                           | Węgry                  |                        |
| 1984      | Mała brudna wojna (No habrá más penas ni olvido)                   | Héctor Olivera                           | Argentyna              |                        |
| 1983      | Sezon w Hakkari (Hakkâri'de Bir Mevsim)                            | Erden Kıral                              | Turcja                 |                        |
| 1982      | Dreszcze                                                           | Wojciech Marczewski                      | Polska                 |                        |
| 1981      | W poszukiwaniu głodu (আকালের সন্ধানে / Akaler Sandhane)                 | Mrinal Sen                               | Indie                  |                        |
| 1980      | Proszę o azyl (Chiedo asilo)                                       | Marco Ferreri                            | Włochy                 |                        |
| 1979      | Dlaczego Aleksandria? (إسكندرية ليه / Iskanderija... lih?)         | Youssef Chahine                          | Egipt                  |                        |
| 1978      | Upadek (A Queda)                                                   | Ruy Guerra i Nelson Xavier               | Brazylia               |                        |
| 1977      | Prawdopodobnie diabeł (Le diable probablement)                     | Robert Bresson                           | Francja                |                        |
| 1976      | Canoa                                                              | Felipe Cazals                            | Meksyk                 |                        |
| 1975      | Dupont Lajoie                                                      | Yves Boisset                             | Francja                |                        |
| 1975      | Overlord                                                           | Stuart Cooper                            | Wielka Brytania        |                        |
| 1974      | Zegarmistrz od świętego Pawła (L'horloger de Saint-Paul)           | Bertrand Tavernier                       | Francja                |                        |
| 1973      | Nie ma dymu bez ognia (Il n'y a pas de fumée sans feu)             | André Cayatte                            | Francja                |                        |
| 1972      | Szpital (The Hospital)                                             | Arthur Hiller                            | Stany Zjednoczone      |                        |
| 1971      | Dekameron (Il decameron)                                           | Pier Paolo Pasolini                      | Włochy                 |                        |
| 1969-1970 | Nagrody nie przyznano.                                             | Nagrody nie przyznano.                   | Nagrody nie przyznano. | Nagrody nie przyznano. |
| 1968      | Bezbronna niewinność (Невиност без заштите / Nevinost bez zaštite) | Dušan Makavejev                          | Jugosławia             |                        |
| 1968      | Znaki życia (Lebenszeichen)                                        | Werner Herzog                            | Niemcy                 |                        |
| 1968      | Coś jak miłość (Come l’amore)                                      | Enzo Muzii                               | Włochy                 |                        |
| 1967      | Jak co roku (Alle Jahre wieder)                                    | Ulrich Schamoni                          | RFN                    |                        |
| 1967      | Kolekcjonerka (La collectionneuse)                                 | Éric Rohmer                              | Francja                |                        |
| 1966      | Obława (Jakten)                                                    | Yngve Gamlin                             | Szwecja                |                        |
| 1966      | Czas ochronny na lisy (Schonzeit für Füchse)                       | Peter Schamoni                           | RFN                    |                        |
| 1965      | Szczęście (Le bonheur)                                             | Agnès Varda                              | Francja                |                        |
| 1965      | Wstręt (Repulsion)                                                 | Roman Polański                           | Wielka Brytania        |                        |